# Raymond Rock
Pour les articles homonymes, voir Rock (homonymie).
Raymond Rock (né le 1er octobre 1922 à Lachine, Québec et mort le 22 janvier 2016) est un homme d'affaires et député fédéral du Québec.

## Biographie
Après un passage dans la Réserve des Volontaires de la Marine royale canadienne pendant la Seconde Guerre mondiale, Raymond Rock entame sa carrière politique en devenant conseiller municipal à Lachine de 1951 à 1955 et de 1957 à 1963. Il fait le saut dans l'arène fédérale avec son élection en 1962 à titre de député libéral de la circonscription de Jacques-Cartier—Lasalle. Réélu en 1963 et 1965 ainsi qu'en 1968, mais cette fois-ci dans la circonscription de Lachine, il traverse le parquet pour se rallier au Parti progressiste-conservateur en 1972. Lors des élections de 1972, il est largement battu par le candidat libéral Roderick Blaker.